# Organosumporno jedinjenje
Organosumporna jedinjenja su organska jedinjenja koja sadrže sumpor. Ona se često asociraju sa materijama lošeg mirisa, mada su pojedini organosumporni derivati među najslađim poznatim jedinjenjima, e.g., saharin. Organosumporna jedinjenja su sveprisutna u prirodi — sumpor je esencijalan za život. Od 20 proteinskih aminokiselina, dve (cistein i metionin) su organosumporna jedinjenja. Sumpor je isto tako prisutan u antibioticima penicilinima (prikazanim dole) i sulfa lekovima. Dok sumporni antibiotici spasavaju živote, sumporni Iperit je najsmrtonosniji agens za vođenje hemijskog rata. Fosilna goriva, ugalj, nafta, i prirodni gas, koji su izvedeni iz drevnih organizama, nužno sadrže organosumporna jedinjenja, i njihovo uklanjanje je u glavnom fokusu rafinerija nafte.
Sumpor i kiseonik pripadaju halkogenoj grupi periodnog sisstema, zajedno sa selenijumom i telurom, i stoga se očekuje da organosumporna jedinjenja imaju slična svojstva sa jedinjenjima ugljenika i tih elemenata, što je i tačno u izvesnoj meri.
Klasični hemijski test za detekciju sumpornih jedinjenja je Kariusov halogeni metod.

## Klase organosumpornih jedinjenja
Organosumporna jedinjenja se mogu klasikovati na osnovu sumporne funkcionalne grupe. Kategorije su ovde (približno) navedene po redu njihove zastupljenosti.
- Ilustrativna organosumporna jedinjenja
- Alicin, aktivno jedinjenje ukusa drobljenog belog luka
- (R)-Cistein, aminokiselina koja sadrži tiolnu grupu
- Metionin, aminokiselina koja sadrži tioetar
- Difenil disulfid, reprezentativni disulfid
- Dibenzotiofen, komponenta sirove nafte
- Perfluorooktansulfonska kiselina, kontroverzni surfakant
- Lipoinska kiselina, esencijalni kofaktor četiri mitohondrijalna enzimska kompleksa.
- Osnovna struktura penicilina, gde je "R" varijabilna grupa.
- Sulfanilamid, sulfonamidni antibakterijal, naziva se sulfa lekom.
- Sumporni imperit, hemijski bojni otrov.

### Tioetri, tioestri, tioacetali
Ova jedinjenja karakterišu C−S−C veze U odnosu na C−C veze, C−S veze su duže, pošto je atom sumpora veći od atoma ugljenika, i za oko 10% su slabije. Reprezentativne dužine veza u sumpornim jedinjenjima su 183  za S−C jednostruku vezu metantiolu i 173 pm u tiofenu. C−S energija disocijacije veze za tiometan je 89 kcal/mol (370 kJ/mol) relativno na metanovih 100 kcal/mol (420 kJ/mol) i kad se vodonik zameni metil grupom energija se smanjuje do 73 kcal/mol (305 kJ/mol). Jednostruka veza između ugljenika i kiseonika je kraća od C−C veze. Energije disocijacije veze za dimetil sulfid i dimetil etar su respektivno 73 i 77 kcal/mol (305 i 322 kJ/mol).
Tioetri se tipično pripremaju alkilacijom tiola. Oni se mogu pripremiti putem Pumererovog preuređenja. U jednoj imenovanoj reakciji zvanoj Ferario reakcija fenil etar se konvertuje u fenoksatin dejstvom elementarnog sumpora i aluminijum hlorida.
Tioacetali i tioketali sadrže C−S−C−S−C niz veza. Oni predstavljaju potklasu tioetara. Tioacetali su korisni pri „inverziji polarnosti” karbonilnih grupa. Tioacetali i tioketali se isto tako mogu koristiti za zaštitu karbonilne grupe u organskoj sintezi.
Tioestri imaju opštu strukturu R−CO−S−R. Oni su srodni sa regularnim estrima, ali su reaktivniji.
Gornje klase sumpornih jedinjenja takođe postoje u zasićenim i nezasićenim heterocikličnim strukturama, često u kombinaciji sa drugim heteroatomima, kao što je ilustrovano tiiranom, tiirenom, tietanom, tietom, ditietanom, tiolanom, tianom, ditianom, tiepanom, tiepinom, tiazolom, izotiazolom, i tiofenom, između ostalih. Zadnja tri jedinjenja predstavljaju specijalnu klasu heterocikličnih jedinjenja koja sadrže sumpor i koja su aromatična. Rezonantna stabilizacija tiofena je 29 kcal/mol (121 kJ/mol) relativno na 20 kcal/mol (84 kJ/mol) za kiseonični analog furan. Razlog za postojanje ove razlike je veća elektronegativnost usled kiseoničnog odvlačenja elektrona ka sebi na račun aromatičnog prstena. Tio grupe u svojstvu aromatičnih supstituenata su manje efektivne kao aktivirajuće grupe u odnosu na alkoksi grupe. Dibenzotiofen (pogledajte strukturnu formulu), triciklično heterociklično jedinjenje koje sa sastoji od dva benzenova prstena spojena sa centralnim tiofenskim prstenom, prisutno je u znatnim količinama u težim frakcijama nafte, zajedno sa svojim alkil supstituisanim derivatima.

### Tioli, disulfidi, polisulfidi
Tiolna grupa ima strukturu R−SH. Tioli su strukturno slični alkoholnoj grupi, ali te dve funkcionalne grupe imaju veoma različita hemijska svojstva. Tioli su u većoj meri nukleofilni, kiseliji, i podložniji oksidaciji. Kiselost se može razlikovati za 5  jedinica.
Razlika u elektronegativnosti između sumpora (2,58) i vodonika (2,20) je mala i stoga vodonično vezivanje nije prominentno kod tiola. Alifatični tioli formiraju monoslojeve na zlatu, koji su značajni u nanotehnologiji.
Pojedini aromatični tioli se mogu formirati putem Hercove reakcije.
Disulfidi R−S−S−R sa kovalentnim vezom između dva atoma sumpora su važni za unakrsno povezivanje: u biohemiji za savinje i stabilnost pojedinih proteina, i u hemiji polimera za unakrsno vezivanje gume.
Duži sumporni lanci su isto tako poznati, kao što je prirodni proizvod varacin, koji sadrži neobični pentatiepinski prsten (lanac sa 5 atoma sumpora ciklizovan u benzenski prsten).

### Sulfoksidi, sulfoni i tiosulfinati
Sulfoksid, R−S(O)−R je S-oksid tioetra,  sulfon,  je S,S-dioksid tioetra,  tiosulfinat, R−S(O)−S−R je S-oksid disulfida, a tiosulfonat,  je S,S-dioksid disulfida. Sva ova jedinjenja su dobropoznata u ekstenzivnim hemijskim reakcijama, na primer dimetil sulfoksid, dimetil sulfon i alicin (vidi crtež).

### Sulfimidi, sulfoksimidi, sulfondiimini
Sulfimidi (zvani i sulfilimini) su sumporno–azotna jedinjenja sa strukturom , azotni analog sulfoksida. Oni su interesantni u delu koji se odnosi na farmakološka svojstva. Kada su dve različite  grupe vezane za sumpor, sulfimidi su hiralni. Sulfimidi formiraju stabilne α-karbanione.
Sulfoksimidi (zvani i sulfoksimini) su tetrakoordinatne sumporno–azotna jedinjenja, izoelektronski sa sulfonima, u kojima je jedan atom sulfona zamenjen supstituentom azotom, npr. .  Kada su dve različite R grupe vezane za sumpor, sulfoksimidi postaju hiralni. Veći deo interesa za ovu klasu jedinjenja potiče od otkrića da je metionin-sulfoksimin (metionin-sulfoksimin) inhibitor sintaze glutamina.
Sulfonediimini, poznati i kao sulfodiimini, sulfodiimidi ili sulfonediimidi, su tetrakoordinatna sumporno–azotna jedinjenja, izoelectrična sa sulfonima. Kod njih su atomi kiseonika u sulfonu zamenjena atomom azota, kao supstituentom, npr. . Zanimljivi su zbog njihove biološke aktivnosti i kao gradivni blokovi za heterocikličnu sintezu.

### S-Nitrozotioli
-Nitrozotioli, poznati i kao tionitriti, jedinjenja su koji sadrže nitrozo grupu koja je vezana za  tiolski atom sumpora, npr. R−S−N=O. Značajnu pažnju privukli su u biohemiji, jer služe kao donori nitrozonijum jona, NO+ i azot-oksida, NO, koji mogu poslužiti kao signalni molekuli u živim sistemima, posebno u vezi sa širenjem krvnih sudova (vazodilatacijom).

### Sumporni halidi
Širok je spektar organosumpornih spojeva koji su poznati po  sadržaju jednog ili više halogenskih atoma ("X" u hemijskim formulama koje slede) vezan za jedan atom sumpora, na primer: sulfenil-halidi, RSX; sulfinil-halidi, RS(O)X; sulfonil-halidi, ; alkil i arilsumporni trihloridi,  i trifluoridi, ; te alkil- i arilsumpornni pentafluoridi, . Manje poznati su dialkilsumporni tetrahalidi, pretežno kao tetrafluoridi, npr. .

### Tioketoni, tioaldehidi i srodna jedinjenja
Jedinjenja sa dvostrukim vezama između ugljenika i sumpora relativno su neuobičajena, ali uključuju važna jedinjenja ugljenik disulfida, karbonil sulfida i difosgena. Tioketoni (RC(=S)R') su neuobičajeni s alkil supstituenatom, ali jedan primer je tiobenzofenon. Tioaldehidi su i dalje ređi, što je odraz nedostatka prostorne zaštite („tioformaldehid” postoji kao ciklični trimer). Tioamidi, sa formulom , mnogo su češći. Oni su obično dobijaju reakcijom amida s Lavesonovim reagensom. Izotiocijanati, s formulom R-N=C=S, nalaze se prirodno. Biljna hrana sa karakterističnim ukusima po izotiocijanatima uključuje vasabi, hren, senf, rotkvicu, prokelj, potočarke (rod Tropaeolum)  i kapare.

## Klase organosumpornih jedinjenja
| Struktura    | Naziv                | Primer                                       |
| RSH          | Tiol                 | Metanetiol                                   |
| RSR          | Sulfid               | Dimetl-sulfid                                |
| RSSR         | Disulfid             | Metil-disulfid                               |
| RSSSR        | Trisulfid            | Dimetil-trisulfid                            |
| RSnR         | Polisulfid           | Dimetil-polisulfid                           |
| (RS)2CH2     | Tioacetal            | Bis(metiltio)metan                           |
| R3S+         | Sulfonijeva so       | Trimetil-sulfonijeva so                      |
| R2S+–CH2−    | Sulfonijum ilid      | Dimetil-sulfonijum metilid                   |
| R3S+=O       | Oksosulfonijumska so | Trimetil-oksosulfonijumska so                |
| R2S(O)+–CH2− | Oksosulfonijum ilid  | Dimetil-oksosulfonijum metilid               |
| R4S          | Sulfuran             | Tetrametil-sulfuran                          |
| R4S=O        | Sulfuran-oksid       | Tetrametilsulfuran-oksid                     |
| R2C=S        | Tioketon             | Tioaceton                                    |
| RCH=S        | Tioaldehid           | Tioacetaldehid                               |
| R2C=S=O      | Tioketon S-oksid     | Tioaceton S-oksid (sulfin)                   |
| R2C=SO2      | Tioketon S,S-dioksid | Tioaceton S,S-dioksid (sulfen)               |
| RN=C=S       | Izotiocijanat        | Metil-izotiocijanat                          |
| RSC≡N        | Tiocijanat           | Metil-tiocijanat                             |
| RC(O)SR´     | Tioat ester          | Tioacetatni kiseli metil-ester               |
| RC(S)OR´     | Tionoat-ester        | Tionoacetatni kiseli metil-ester             |
| RC(S)SR´     | Ditioat-ester        | Ditioacetatni kiseli metil-ester             |
| RC(S)NH2     | Tioamid              | Tioacetamid                                  |
| (RO)2C=S     | Tionokarbonat        | Dimetiltionokarbonat                         |
| (RS)2C=S     | Tritiokarbonat       | Metansulfenska kiselina                      |
| RSOH         | Sulfenska kiselina   | Metansulfinska kiselina                      |
| RSO2H        | Sulfinska kiselina   | Metansulfonska kiselina                      |
| RSO3H        | Sulfonska kiselina   | Metansulfinil-hlorid                         |
| RSCl         | Sulfenil-hlorid      | Metansulfenil-hlorid                         |
| RS(O)Cl      | Sulfinil-hlorid      | Metansulfonil-hlorid                         |
| RSO2Cl       | Sulfonil-hlorid      | Metansulfenamid                              |
| RSNH2        | Sulfenamid           | Metansulfinamid                              |
| RS(O)NH2     | Sulfinamid           | Metansulfonamid                              |
| RSO2NH<sub2  | Sulfonamid           | Dimetil-sulfoksid                            |
| R2S=O        | Sulfoksid            | Dimetil-sulfilimin                           |
| R2S=NH       | Sulfilimin           | Dimetil-sulfoksid                            |
| R2SO2        | Sulfon               | Dimetil sulfilimin                           |
| RS(O)SR      | Tiosulfinat          | Dimetil-sulfon                               |
| R2S(O)=NH    | Sulfoksimin          | Metil metantiosulfinatni dimetil-sulfoksimin |
| (RO)2S=O     | Sulfit-ester         | Dimetil-sulfit                               |
| (RO)2SO2     | Sulfat-ester         | Dimetil-sulfat                               |

## Literatura
- Cremlyn, R. J. (1996). An Introduction to Organosulfur Chemistry. Chichester: John Wiley and Sons. ISBN 978-0-471-95512-2.
- Handbook of Chemistry and Physics (81st изд.). CRC Press. ISBN 978-0-8493-0481-1.
- Block, E. (1978). Reactions of Organosulfur Compounds. Academic Press. ISBN 978-0-12-107050-2.

## Spoljašnje veze
- Organosulfur compound